# Manda (Kilimangiaro)
Manda è una circoscrizione rurale (rural ward) della Tanzania situata nel distretto di Rombo, regione del Kilimangiaro. Conta una popolazione di 4 040 abitanti (censimento 2012).